# ديفيد هيوز (لاعب كرة قدم مواليد 1978)
ديفيد هيوز (بالإنجليزية: David Hughes)‏ هو لاعب كرة قدم ومدرب كرة قدم بريطاني في مركز الدفاع، ولد في 1 فبراير 1978 في ريكسهام في المملكة المتحدة. شارك مع منتخب ويلز تحت 21 سنة لكرة القدم. أما مع النوادي، فقد لعب مع أستون فيلا وشروزبري تاون وكارديف سيتي ونادي باري تاون يونايتد ونادي كارلايل يونايتد.

## وصلات خارجية
- ديفيد هيوز (لاعب كرة قدم مواليد 1978) على موقع قاعدة بيانات كرة القدم.إي يو (الإنجليزية)
- ديفيد هيوز (لاعب كرة قدم مواليد 1978) على موقع Soccerbase.com (لاعب) (الإنجليزية)
- ديفيد هيوز (لاعب كرة قدم مواليد 1978) على موقع عالم كرة القدم.نت (الإنجليزية)